# Scorpioide
In botanica si definisce scorpioide un tipo di infiorescenza in cui i fiori si trovano lungo lo stelo fiorale ma hanno diversa maturazione.  Maturando infatti prima i fiori più lontani dalla cima dello stelo e più tardi quelli via via sempre più vicini alla cima, l'infiorescenza scorpioide assume un andamento curvo come la coda di uno scorpione (essendo più pesanti i fiori immaturi) ma non sempre succede.